# Equipo de Fed Cup de Estados Unidos
El Equipo Estadounidense de Fed Cup es el representativo de Estados Unidos en la máxima competición internacional a nivel de naciones del tenis femenino. y es gobernado por la United States Tennis Association.

## Historia
Estados Unidos compitió por primera vez en la Fed Cup en 1963. Ha ganado la Fed Cup en 18 ocasiones la última en 2017 y finalista en 9 ocasiones.